# Rheden (Adelsgeschlecht)

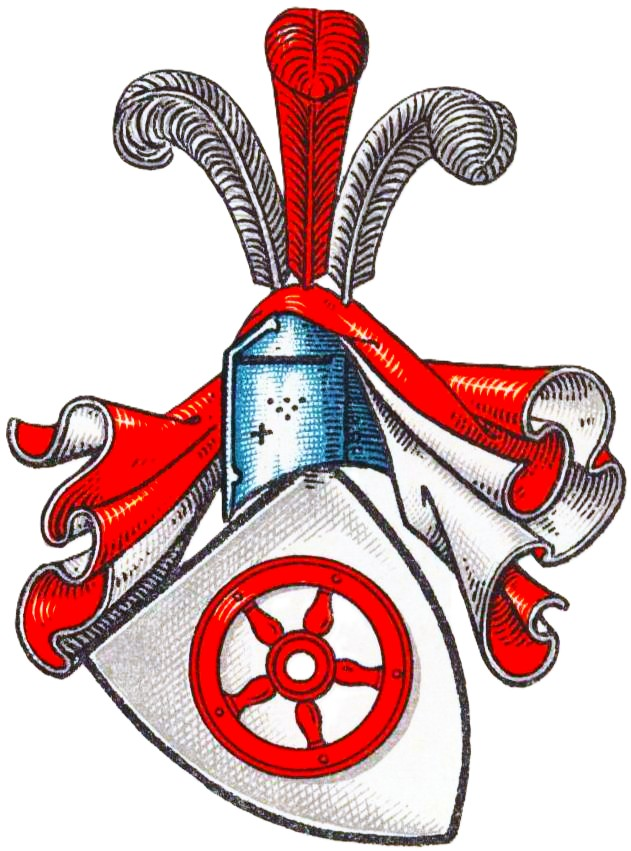
Wappen derer von Reeden im Wappenbuch des Westfälischen Adels

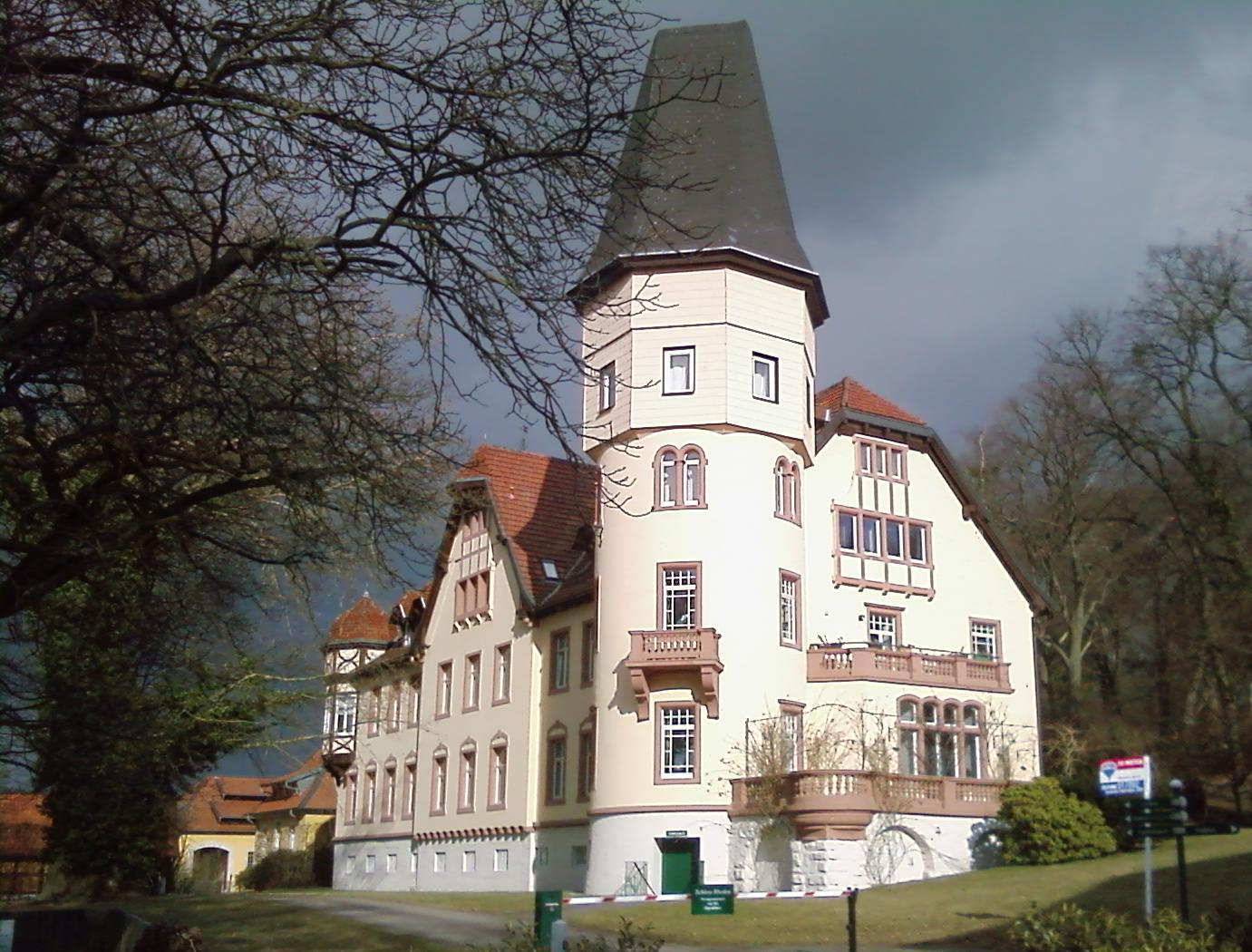
Das 1729 errichtete Schloss Rheden, 2011

Rheden (auch: Reeden o. ä.) ist der Name eines hildesheimischen Uradelsgeschlechts.
Die Familie ist zu unterscheiden von dem emsländischen Adelsgeschlecht Rehden, den märkischen und schlesischen Adelsgeschlechtern Redern, dem niedersächsischen Uradelsgeschlecht Reden sowie dem westfälisch-niederländisch-irischen Adelsgeschlecht Rhede.

## Geschichte
Das Geschlecht stammt von einem namensgebenden Gut in Rheden im Landkreis Hildesheim in Niedersachsen, heute Schloss Rheden. Urkundlich erscheint die Familie erstmals mit Eizzo von Rheden als Zeuge im Stiftungsbrief des Bischofs Bernhard I. von Hildesheim für das Kloster Derneburg vom 9. April 1143. Heinrich von Rheden war 1488 Wohltäter der Kirche zu Höxter. Franz von Rheden war 1594 bis 1620 braunschweigischer Hofmarschall und Landdrost.
Die Familie zählte zu den Mindener Lehnsleuten und besaß ab 1498 im Stift Gandersheim die Erbdrostenwürde. Ihre Güter lagen entlang der Leine von Gandersheim bis Elze: Ackenhausen, Banteln (urkundlich 1435–1498), Brüggen (1435), Emmen (1311), Engelade, Gronau, Kreyensen, Rheden (1285–1856), Sieboldehausen, Wallenstedt (1314). 1286 stellte sie auch Burgmänner zu Lauenstein.

## Persönlichkeiten
- August von Rheden (1853–1907), preußischer Politiker
- Hartwig von Rheden (1885–1957), Politiker (NSDAP)
- Hildegard von Rheden (1895–1987), Politikerin (DRP)

## Wappen
Blasonierung des Redenden Wappens: In Silber ein rotes Rad. Auf dem Helm mit rot-silbernen Helmdecken eine rote zwischen zwei silbernen Straußenfedern. Als Schildhalter zwei goldene Löwen. Devise: Intuta qua indecora.
Abweichend werden als Helmzier auch drei silberne Straußenfedern zwischen zwei halben roten Rädern angegeben.